# Арент, Марек
Марек Арент (латыш. Mareks Ārents; род. 6 августа 1986, Рига, Латвия) — латвийский легкоатлет, специалист по прыжкам с шестом. Выступал за сборную Латвии по лёгкой атлетике в 2010-х годах, многократный победитель и призёр первенств национального значения, участник двух летних Олимпийских игр.

## Биография
Марек Арент родился 6 августа 1986 года в Риге.
Окончил Латвийскую спортивно-педагогическую академию, проходил подготовку под руководством тренеров Игоря Изотова, Мариты Аренте и Майгониса Пулиньша.
Впервые заявил о себе в лёгкой атлетике в сезоне 2008 года, когда в зачёте прыжков с шестом одержал победу на чемпионате Латвии в Валмейре (5,00).
В 2009 году с тем же результатом в 5 метров вновь стал чемпионом Латвии, превзойдя всех соперников на соревнованиях в Вентспилсе.
На чемпионате Латвии 2010 года в Екабпилсе взял бронзу (5,10).
Благодаря череде удачных выступлений удостоился права защищать честь страны на летних Олимпийских играх 2012 года в Лондоне — в программе прыжков с шестом на предварительном квалификационном этапе показал результат 5,35 метра и в финал не вышел.
В 2013 году участвовал в чемпионате Европы в помещении в Гётеборге (5,50), занял восьмое место на Универсиаде в Казани (5,30), стартовал на чемпионате мира в Москве (5,25).
На чемпионате Европы 2014 года в Цюрихе провалил свои попытки, не показав никакого результата.
В 2015 году прыгал на чемпионате Европы в помещении в Праге (5,60) и на чемпионате мира в Пекине (5,55).
В июне 2016 года на соревнованиях в чешском Яблонеце-над-Нисоу установил свой личный рекорд — 5,70 метра. Позже на чемпионате Европы в Амстердаме сумел выйти в финал, где прыгнул на 5,50 метра и занял итоговое шестое место. Выполнив олимпийский квалификационный норматив, благополучно прошёл отбор на Олимпийские игры в Рио-де-Жанейро — на сей раз в прыжках с шестом показал результат 5,45 метра, этого оказалось недостаточно для преодоления предварительного квалификационного этапа.
После Олимпиады в Рио Арент остался действующим спортсменом на ещё один олимпийский цикл и продолжил принимать участие в крупнейших международных стартах. Так, в 2017 году он отметился выступлением на чемпионате Европы в помещении в Белграде, где с результатом 5,60 метра стал восьмым.
В 2018 году стартовал на чемпионате Европы в Берлине (5,36).
В 2019 году с результатом 5,61 метра победил на соревнованиях в польском Мендзыздрое.
На чемпионате Латвии 2020 года в Елгаве с результатом 5,10 метра превзошёл всех своих соперников в прыжках с шестом и завоевал золотую медаль.